# Life & Rhymes
Life & Rhymes är Gilbert O'Sullivans sjunde studioalbum, utgivet i oktober 1982 på skivbolaget CBS. Albumet är producerat av Graham Gouldman.

## Låtlista
1. "Live Now Pay Later"
2. "Bear With Me"
3. "You Don't Own Me"
4. "A Minute of Your Time"
5. "Is it a Crime?"
6. "Got to be That Way"
7. "Has Been"
8. "I Promise Honest"
9. "Wonder Why"
10. "Looking (A Tale Of Two Meanings)"
11. "If I Know You"
12. "At Least I'm Honest"
13. "Don't Bother At All" (B-sidan till singeln "Bear With Me")
14. "In Other Words" (B-sidan till singeln "A Minute Of Your Time")

Fotnot: Spår 13 - 14 är bonusspår på nyutgåvan som gavs ut på skivbolaget Salvo 6 augusti 2012.
Samtliga låtar är skrivna av Gilbert O'Sullivan.